# Argentina en los Juegos Olímpicos de la Juventud 2014

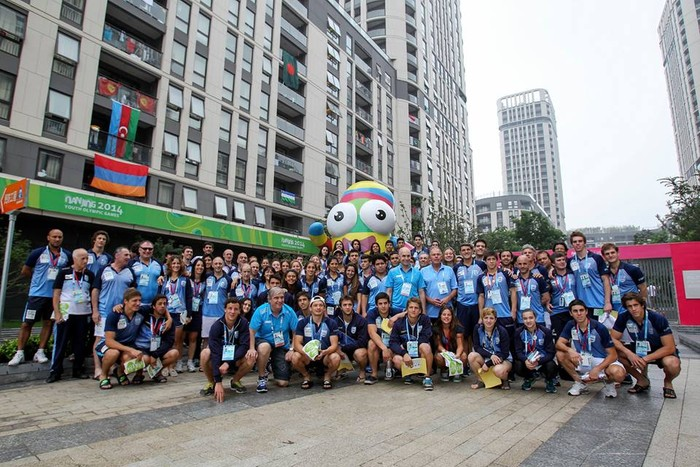
La delegación argentina en la Villa Olímpica de la Juventud.

La participación de Argentina en los Juegos Olímpicos de la Juventud 2014 fue la segunda en esta competencia. Estos Juegos se realizaron en la ciudad de Nankín, China, del 16 al 28 de agosto. 
La delegación acudió con 62 deportistas participando en 25 deportes. La abanderada en la ceremonia de apertura fue la golfista Sofía Goicoechea Ruiz. En la ceremonia de clausura, el abanderado fue el regatista Francisco Saubidet Birkner.

## Medallas
| - Jose Barros Sosa - Lautaro Bazán Vélez - Vicente Boronat - Enrique Camerlinckx - Juan Cruz Camerlinckx - Juan Ignacio Vila | - Manuel de Sousa Carrusca - Bautista Delguy - Indalecio Ledesma - Hugo Miotti - Mariano Romanini - Isaac Sprenger |

| - Cristina Cosentino - Bárbara Dichiara Gentili - Julieta Jankunas - Macarena Losada - María Paula Ortiz - Micaela Retegui | - Delfina Thome - Sofía Toccalino - Eugenia Trinchinetti |

| Género                         | Medalla de oro | Medalla de plata | Medalla de bronce | Total |
| ------------------------------ | -------------- | ---------------- | ----------------- | ----- |
| Masculino                      | 1              | 1                | 2                 | 4     |
| Femenino                       | 0              | 1                | 2                 | 3     |
| TOTAL OFICIAL                  | 1              | 2                | 4                 | 7     |
| Equipos Mixtos Multinacionales | 1              | 2                | 1                 | 4     |
| TOTAL                          | 2              | 4                | 5                 | 11    |

- Puesto en el medallero: 41

## Participantes
| Disciplina             | Deportistas |
| Atletismo              | 3           |
| Básquetbol 3x3         | 4           |
| Pentatlón Moderno      | 1           |
| Boxeo                  | 1           |
| Ciclismo               | 4           |
| Esgrima                | 1           |
| Gimnasia               | 1           |
| Levantamiento de pesas | 1           |
| Judo                   | 2           |
| Natación               | 3           |
| Rugby 7                | 12          |
| Tenis                  | 2           |
| Tiro con arco          | 1           |
| Tiro                   | 2           |
| Equitación             | 1           |
| Hockey sobre césped    | 9           |
| Remo                   | 2           |
| Vela                   | 2           |
| Vóley de playa         | 4           |
| Taekwondo              | 1           |
| Tenis de mesa          | 1           |
| Lucha                  | 1           |
| Golf                   | 1           |
| TOTAL                  | 62          |

## Atletismo
Referencias: Q=Final A (ronda de medallas); qB=Final B (sin medalla); qC=Final C (sin medalla); qD=Final D (sin medalla); qE=Final E (sin medalla)
Masculino
Eventos de pista
| Atleta         | Evento            | Preliminares | Preliminares | Final  | Final    | Posición final |
| Atleta         | Evento            | Tiempo       | Posición     | Tiempo | Posición | Posición final |
| -------------- | ----------------- | ------------ | ------------ | ------ | -------- | -------------- |
| Daniel Londero | 100 metros planos | 11.04        | 13 qB        | 11.02  | 4        | 12°            |

Eventos de campo
| Atleta         | Evento              | Clasificación | Clasificación | Final     | Final    | Posición final |
| Atleta         | Evento              | Distancia     | Posición      | Distancia | Posición | Posición final |
| -------------- | ------------------- | ------------- | ------------- | --------- | -------- | -------------- |
| Julián Pereyra | Lanzamiento de peso | 18.78         | 7 Q           | 18.64     | 8        | 8°             |

Femenino
Eventos de pista
| Atleta          | Evento             | Preliminares | Preliminares | Finales | Finales  | Posición final |
| Atleta          | Evento             | Tiempo       | Posición     | Tiempo  | Posición | Posición final |
| --------------- | ------------------ | ------------ | ------------ | ------- | -------- | -------------- |
| Micaela Levaggi | 1500 metros planos | 4:32.77      | 12 qB        | 4:36.72 | 3        | 13°            |

## Básquetbol

### Torneo masculino
Equipo - 4 atletas
| - Michel Divoy - Rodrigo Gerhardt - Juan Pablo Lugrin - José Vildoza |

| Equipo        | J | G | P | PA  | PEC | DIF  | Puntos |
| ------------- | - | - | - | --- | --- | ---- | ------ |
| Andorra       | 9 | 2 | 7 | 129 | 168 | -39  | 11     |
| Argentina     | 9 | 7 | 2 | 153 | 101 | +55  | 16     |
| Brasil        | 9 | 4 | 5 | 116 | 92  | +24  | 13     |
| España        | 9 | 7 | 2 | 145 | 135 | +10  | 16     |
| Guatemala     | 9 | 0 | 9 | 74  | 177 | -103 | 9      |
| Nueva Zelanda | 9 | 6 | 3 | 145 | 129 | +16  | 15     |
| Rumania       | 9 | 4 | 5 | 130 | 122 | +8   | 13     |
| Rusia         | 9 | 7 | 2 | 153 | 117 | +36  | 16     |
| Túnez         | 9 | 3 | 6 | 115 | 130 | -15  | 12     |
| Venezuela     | 9 | 5 | 4 | 136 | 128 | +8   | 14     |

Fase de grupos
| 18 de agosto, 17:40 | Brasil | 10–16 | Argentina |  |  |
|                     |        |       |           |  |  |
|                     |        |       |           |  |  |

| 18 de agosto, 21:00 | Argentina | 16–12 | Rumanía |  |  |
|                     |           |       |         |  |  |
|                     |           |       |         |  |  |

| 19 de agosto, 18:40 | Nueva Zelanda | 9–14 | Argentina |  |  |
|                     |               |      |           |  |  |
|                     |               |      |           |  |  |

| 20 de agosto, 17:20 | Argentina | 21–5 | Guatemala |  |  |
|                     |           |      |           |  |  |
|                     |           |      |           |  |  |

| 20 de agosto, 21:40 | Venezuela | 15–21 | Argentina |  |  |
|                     |           |       |           |  |  |
|                     |           |       |           |  |  |

| 22 de agosto, 19:20 | Rusia | 13–11 | Argentina |  |  |
|                     |       |       |           |  |  |
|                     |       |       |           |  |  |

| 23 de agosto, 17:00 | Argentina | 21–9 | Túnez |  |  |
|                     |           |      |       |  |  |
|                     |           |      |       |  |  |

| 23 de agosto, 21:20 | Andorra | 11–21 | Argentina |  |  |
|                     |         |       |           |  |  |
|                     |         |       |           |  |  |

| 24 de agosto, 19:40 | Argentina | 15–17 | España |  |  |
|                     |           |       |        |  |  |
|                     |           |       |        |  |  |

Octavos de final
| 25 de agosto, 18:00 | Uruguay | 13–20 | Argentina |  |  |
|                     |         |       |           |  |  |
|                     |         |       |           |  |  |

Cuartos de final
| 25 de agosto, 21:00 | Venezuela | 13–21 | Argentina |  |  |
|                     |           |       |           |  |  |
|                     |           |       |           |  |  |

Semifinal
| 26 de agosto, 18:30 | Francia | 16–14 | Argentina |  |  |
|                     |         |       |           |  |  |
|                     |         |       |           |  |  |

Medalla de bronce
| 26 de agosto, 20:00 | Argentina | 17–14 | Rusia |  |  |
|                     |           |       |       |  |  |
|                     |           |       |       |  |  |

## Boxeo
Argentina obtuvo una plaza para el evento de +91kg masculino.
Masculino
| Atleta          | Evento           | Fase preliminar  | Semifinales     | 5°-6° puesto    | Posición |
| Atleta          | Evento           | Rival Resultado  | Rival Resultado | Rival Resultado | Posición |
| --------------- | ---------------- | ---------------- | --------------- | --------------- | -------- |
| Kevin Espíndola | +91 kg masculino | R. Daramni P w/o | No clasificó    | Komor P w/o     | 6        |

## Ciclismo
Argentina clasificó un equipo masculino y femenino.
Equipo
| Atletas                              | Evento           | Campo a través Eliminatoria | Campo a través Eliminatoria | Contrarreloj | Contrarreloj | Contrarreloj | BMX      | BMX    | Carrera Campo a través | Carrera Campo a través | Carrera Campo a través | Ciclismo en ruta | Ciclismo en ruta | Ciclismo en ruta | Puntos totales | Rank |
| Atletas                              | Evento           | Rank                        | Puntos                      | Tiempo       | Rank         | Puntos       | Rank     | Puntos | Tiempo                 | Rank                   | Puntos                 | Tiempo           | Rank             | Puntos           | Puntos totales | Rank |
| ------------------------------------ | ---------------- | --------------------------- | --------------------------- | ------------ | ------------ | ------------ | -------- | ------ | ---------------------- | ---------------------- | ---------------------- | ---------------- | ---------------- | ---------------- | -------------- | ---- |
| Franco Mejias Vigiani Nicolás Torres | Equipo masculino | 2 Small Final               | 30                          | 6:24.87      | 32.º         | 0            | 2º Final | 160    | 58:49                  | 10º                    | 10                     | 1:38.11 DNF      | 43.º -º          | 0                | 200            | 7º   |
| Fiorella Bosch Luisina Pesce         | Equipo femenino  | 4 1/4 Final - Heat 1        | 2                           | 7:33.36      | 28º          | 0            | 6º Final | 60     | 48:47                  | 11º                    | 8                      | 1:22.27 DNF      | 46.º -º          | 0                | 70             | 19º  |

Equipo mixto
| Atletas                                                    | Evento       | Tiempo total | Rank |
| ---------------------------------------------------------- | ------------ | ------------ | ---- |
| Fiorella Bosch Franco Vigiani Nicolás Torres Luisina Pesce | Equipo mixto | 20:58        | 29º  |

## Equitación
Argentina obtuvo una plaza para participar de la equitación en estos juegos.
| Atleta | Caballo                                    | Evento            | Ronda 1     | Ronda 1  | Ronda 2     | Ronda 2 | Ronda 2  | Total       | Total          | Jump-Off | Jump-Off    | Jump-Off         |
| Atleta | Caballo                                    | Evento            | Penalidades | Posición | Penalidades | Total   | Posición | Penalidades | Posición final | Tiempo   | Penalidades | Posición final   |
| --- | ------------------------------------------ | ----------------- | ----------- | -------- | ----------- | ------- | -------- | ----------- | -------------- | -------- | ----------- | ---------------- |
| Martina Campi | Darina                                     | Salto inidividual | 0           | 1        | 0           | 0       | 1        | 0           | 1              | 39.95    | 0           | Medalla de plata |
| América del Sur Martina Campi (ARG) Bianca de Souza Rodrigues (BRA) Antoine Porte (CHI) Valeria Jiménez Caballero (PAR) Francisco Calvelo Martínez (URU) | Darina La Gomera Zyralynn Cenai Lord Power | Equipo            | 4           | 2º       | 0           |         | 2º       | 4           | 2°             |          |             | Medalla de plata |

## Esgrima
Argentina clasificó un total de un atleta según su rendimiento en el Campeonato Mundial Junior de Esgrima Sofía 2014.
| Atletas           | Evento          | Clasificación   | Cabeza de serie | Ronda de 16     | Cuartos de final | Semifinales     | Final / 3°-4° puesto |
| Atletas           | Evento          | Cabeza de serie | Cabeza de serie | Rival Resultado | Rival Resultado  | Rival Resultado | Rival Resultado      |
| ----------------- | --------------- | --------------- | --------------- | --------------- | ---------------- | --------------- | -------------------- |
| Pietro Di Martino | Sabre masculino | 2 G - 4 P       | 10              | Yan P 12-15     | Eliminado        | Eliminado       | Eliminado            |

Equipo mixto
| Atletas                                                                                           | Evento       | Ronda de 16     | Cuartos de final | Semifinales / 5°-8° reclasificación | Final / 3°-4° puesto      | Posición |
| Atletas                                                                                           | Evento       | Rival Resultado | Rival Resultado  | Rival Resultado                     | Rival Resultado           | Posición |
| ------------------------------------------------------------------------------------------------- | ------------ | --------------- | ---------------- | ----------------------------------- | ------------------------- | -------- |
| Pietro Di Martino George Haglund Sabrina Massialas Catherine Nixon Julieta Toledo Ames Justin Yoo | Equipo mixto | -               | Europa 2 30 - 24 | Europa 4 Pos. 5-8 27 - 30           | Europa 3 Pos. 7-8 30 - 28 | 18º      |

## Gimnasia

### Gimnasia artística
Argentina clasificó a un atleta sobre la base de su rendimiento en el Campeonato Panamericano Junior de Gimnasia artística de 2014.
| Atleta | Evento | Pruebas             | Pruebas       | Pruebas | Pruebas | Total | Posición |       |        |        |     |
| ------ | ------ | ------------------- | ------------- | ------- | ------- | ----- | -------- | ----- | ------ | ------ | --- |
| Atleta | Evento | Agustina Santamaria | Clasificación | 12.350  | 12.800  | Total | Posición | 8.250 | 12.450 | 48.850 | 28° |

## Golf
Individual
| Atleta                | Evento              | Ronda 1   | Ronda 1  | Ronda 2   | Ronda 2  | Ronda 3   | Ronda 3  | Total     | Total    |
| Atleta                | Evento              | Resultado | Posición | Resultado | Posición | Resultado | Posición | Resultado | Posición |
| --------------------- | ------------------- | --------- | -------- | --------- | -------- | --------- | -------- | --------- | -------- |
| Sofía Goicoechea Ruíz | Individual Femenino | 75        | 19°      | 78        | 26°      | 79        | 24°      | 232       | 26°      |

Equipo mixto
| Atleta                                            | Evento       | Ronda 1   | Ronda 1  | Ronda 2   | Ronda 2  | Ronda 3   | Ronda 3  | Total     | Total    |
| Atleta                                            | Evento       | Resultado | Posición | Resultado | Posición | Resultado | Posición | Resultado | Posición |
| ------------------------------------------------- | ------------ | --------- | -------- | --------- | -------- | --------- | -------- | --------- | -------- |
| Sofía Goicoechea Ruíz (ARG) Marcos Cabarcos (PAN) | Equipo Mixto | 73        | 18°      | 77        | 24°      | 151       | 23°      | 301       | 28°      |

## Halterofilia
- Eventos femeninos - Sasha Nievas

| Atleta       | Evento         | Primera ronda | Primera ronda | Segunda ronda | Segunda ronda | Total | Posición          |
| Atleta       | Evento         | Resultado     | Posición      | Resultado     | Posición      | Total | Posición          |
| ------------ | -------------- | ------------- | ------------- | ------------- | ------------- | ----- | ----------------- |
| Sasha Nievas | -58kg femenino | 78            | 4             | 100           | 3             | 178   | Medalla de bronce |

## Hockey sobre césped
Argentina clasificó un equipo de hockey masculino y femenino al ser campeón de los campeonatos masculino y femenino. Sin embargo, la conformación final del equipo olímpico hizo que Argentina no fuera al torneo masculino.
- Torneo masculino - 1 equipo de 9 atletas

- Torneo femenino - 1 equipo de 9 atletas

Torneo femenino
Equipo
| - Cristina Cosentino - Bárbara Dichiara Gentili - Julieta Jankunas - Macarena Losada - María Paula Ortiz | - Micaela Retegui - Delfina Thome - Sofía Toccalino - Eugenia Trinchinetti |

Resultados
Primera fase
| Fecha        | Hora¹ | Partidos  | Partidos | Partidos     |
| ------------ | ----- | --------- | -------- | ------------ |
| 17 de agosto | 16:30 | Argentina | 22-0     | Fiyi         |
| 18 de agosto | 19:00 | Argentina | 9-0      | Sudáfrica    |
| 20 de agosto | 16:00 | Argentina | 0-6      | Países Bajos |
| 21 de agosto | 21:00 | Japón     | 3-3      | Argentina    |

- Posición en el grupo: 3.er lugar, Clasificado

Cuartos de final
| Fecha        | Hora¹ | Partidos | Partidos | Partidos  |
| ------------ | ----- | -------- | -------- | --------- |
| 23 de agosto | 16:30 | Uruguay  | 0-9      | Argentina |

Semifinales
| Fecha        | Hora¹ | Partidos     | Partidos | Partidos  |
| ------------ | ----- | ------------ | -------- | --------- |
| 24 de agosto | 18:00 | Países Bajos | 4-2      | Argentina |

Partido por la medalla de bronce
| Fecha        | Hora¹ | Partidos  | Partidos | Partidos |
| ------------ | ----- | --------- | -------- | -------- |
| 26 de agosto | 19:00 | Argentina | 5-2      | Japón    |

## Judo
Argentina clasificó dos atletas para esta disciplina:
| Atleta          | Evento           | Ronda de 16     | Cuartos de final  | Semifinales       | Rep 1           | Rep 2                 | Rep 3           | Final / BM            | Rank |
| Atleta          | Evento           | Rival Resultado | Rival Resultado   | Rival Resultado   | Rival Resultado | Rival Resultado       | Rival Resultado | Rival Resultado       | Rank |
| --------------- | ---------------- | --------------- | ----------------- | ----------------- | --------------- | --------------------- | --------------- | --------------------- | ---- |
| Gustavo Basile  | -100kg masculino | -               | -                 | Dashkov P 000-100 | -               | -                     | -               | Schonefeldt P 000–101 | 4°   |
| Ayelén Elizeche | -52 kg femenino  | Lee G 002-0011  | Stangar P 000-100 | No clasificó      | -               | Minenkova G 1002–0002 | Lee P 0003-0001 | No clasificó          | 7°   |

Equipos
| Atletas | Evento       | Ronda de 16                    | Cuartos de final        | Semifinales                  | Final                | Posición          |
| Atletas | Evento       | Rival Resultado                | Rival Resultado         | Rival Resultado              | Rival Resultado      | Posición          |
| --- | ------------ | ------------------------------ | ----------------------- | ---------------------------- | -------------------- | ----------------- |
| Equipo Douillet Gustavo Basile Marko Bubanja Adonis Diaz Liudmyla Drozdova Lee Hyekyeong Brigita Matic Peter Miles          | Equipo mixto | Equipo Yamashita G 3200 – 3112 | Equipo Nevzorov G 5 – 2 | Equipo Geesink L 3111 – 3202 | No clasificó         | Medalla de bronce |
| Equipo Rouge Ayelén Elizeche Morgane Duchene Adrian Gandia Mikhail Igolnikov Lisa Millenberg Maria Siderot Sukhrob Tursunov | Equipo mixto | Equipo Kano G 5-2              | Equipo Ruska G 5-2      | Equipo Xian G 4-3            | Equipo Geesink G 4-2 | Medalla de oro    |

## Lucha
| Atleta             | Evento           | Grupos              | Grupos   | Combate final  | Posición final |
| Atleta             | Evento           | Grupo               | Posición | Combate final  | Posición final |
| ------------------ | ---------------- | ------------------- | -------- | -------------- | -------------- |
| Agustín Destribats | -58 grecorromana | Nasr G 4-0          | 2        | Abdevali P 1-3 | 4°             |
| Agustín Destribats | -58 grecorromana | de los Santos G 4-0 | 2        | Abdevali P 1-3 | 4°             |
| Agustín Destribats | -58 grecorromana | Mikaelyan P 0-4     | 2        | Abdevali P 1-3 | 4°             |

## Natación
| Atleta          | Evento         | Preliminar | Preliminar | Semifinal | Semifinal | Final     | Final     |
| Atleta          | Evento         | Tiempo     | Posición   | Tiempo    | Posición  | Tiempo    | Posición  |
| --------------- | -------------- | ---------- | ---------- | --------- | --------- | --------- | --------- |
| Guido Buscaglia | 50 m libres    | 23.69      | 19         | No avanzó | No avanzó | No avanzó | No avanzó |
| Guido Buscaglia | 100 m libres   | 51.48      | 17         | No avanzó | No avanzó | No avanzó | No avanzó |
| Guido Buscaglia | 200 m libres   | 1:53.20    | 20         |           |           | No avanzó | No avanzó |
| Guido Buscaglia | 50 m mariposa  | 25.18      | 21         | No avanzó | No avanzó | No avanzó | No avanzó |
| Santiago Grassi | 50 m mariposa  | 24.93      | 12 Q       | 24.71     | 10        | No avanzó | No avanzó |
| Santiago Grassi | 100 m mariposa | 54.40      | 7Q         | 54.37     | 9         | No avanzó | No avanzó |
| Santiago Grassi | 200 m mariposa | 2:07.17    | 20         |           |           | No avanzó | No avanzó |

Femenino
| Atleta                | Evento         | Preliminar | Preliminar | Final     | Final     |
| Atleta                | Evento         | Tiempo     | Posición   | Tiempo    | Posición  |
| --------------------- | -------------- | ---------- | ---------- | --------- | --------- |
| Josefina Lorda Taylor | 200 m mariposa | 2:18.90    | 20         | No avanzó | No avanzó |

## Pentatlón Moderno
Argentina clasificó un atleta regún el ranking mundial de clasificación olímpica A.
| Atleta                                     | Evento              | Esgrima (Espada) | Esgrima (Espada) | Esgrima (Espada) | Natación (200 m estilo libre) | Natación (200 m estilo libre) | Natación (200 m estilo libre) | Esgrima (finales) | Esgrima (finales) | Esgrima (finales) | Combinado: tiro/correr (10m pistola)/(3000 m) | Combinado: tiro/correr (10m pistola)/(3000 m) | Combinado: tiro/correr (10m pistola)/(3000 m) | Puntos totales | Ranking final |
| Atleta                                     | Evento              | Resultado        | Ranking          | Puntos           | Resultado                     | Ranking                       | Puntos                        | Tiempo            | Ranking           | Puntos            | Tiempo                                        | Ranking                                       | Puntos                                        | Puntos totales | Ranking final |
| ------------------------------------------ | ------------------- | ---------------- | ---------------- | ---------------- | ----------------------------- | ----------------------------- | ----------------------------- | ----------------- | ----------------- | ----------------- | --------------------------------------------- | --------------------------------------------- | --------------------------------------------- | -------------- | ------------- |
| Ailén Cisneros                             | Individual femenino | 14-9             | 6°               | 234              | 2:27.37                       | 19°                           | 258                           | F                 | 7°                | 275               | 16:15.20                                      | 325                                           | 23°                                           | 858            | 22°           |
| Ailén Cisneros (ARG) Dovydas Vaivada (LTU) | Evento mixto        | 24-22            | 8°               | 210              | 2:04.44                       | 17°                           | 327                           |                   | 6°                | 285               | 13:11.78                                      | 509                                           | 22°                                           | 1121           | 19°           |

## Remo
Argentina participó en el Clasificatorio de Regatas de Montevideo 2014. Argentina obtuvo plaza en los eventos de:
| Atleta        | Evento                     | Preliminar | Preliminar | Repechaje | Repechaje | Semifinales | Semifinales | Final   | Final    | Posición final |
| Atleta        | Evento                     | Tiempo     | Posición   | Tiempo    | Posición  | Tiempo      | Posición    | Tiempo  | Posición | Posición final |
| ------------- | -------------------------- | ---------- | ---------- | --------- | --------- | ----------- | ----------- | ------- | -------- | -------------- |
| Joel Rabel    | Scull individual masculino | 3:34.83    | 4          | 3:24.24   | 2 Q A/B   | 3:31.38     | 6 Q B       | 3:40.58 | 6        | 12°            |
| Ilen Carballo | Scull individual femenino  | 4:01.33    | 6          | 4:06.26   | 5 Q C/D   | 4:02.68     | 3 Q C       | 4:15.15 | 6        | 18°            |

## Rugby 7
Argentina clasificó un equipo para la competencia de rugby 7 tras ser el segundo mejor equipo de América ubicado en la Copa del Mundo de Rugby 7 2013, por detrás de Canadá.
- Torneo Masculino - 12 atletas

Torneo masculino
Equipo
| - José Barros Sosa - Lautaro Bazán Vélez - Vicente Boronat - Enrique Camerlinckx | - Juan Cruz Camerlinckx - Juan Ignacio Conil Vila - Manuel de Sousa Carrusca - Bautista Delguy | - Indalecio Ledesma - Hugo Miotti - Mariano Romanini - Isaac Sprenger |

Resultados
Primera ronda
| Fecha        | Hora¹ | Partidos  | Partidos | Partidos       | Resultado |
| ------------ | ----- | --------- | -------- | -------------- | --------- |
| 17 de agosto | 11:30 | Argentina | 19-7     | Francia        | Triunfo   |
| 17 de agosto | 18:30 | Argentina | 40-12    | Japón          | Triunfo   |
| 18 de agosto | 11:00 | Kenia     | 5-32     | Argentina      | Triunfo   |
| 18 de agosto | 18:30 | Fiyi      | 0-21     | Argentina      | Triunfo   |
| 19 de agosto | 11:00 | Argentina | 33-10    | Estados Unidos | Triunfo   |

- Posición en el grupo: 1° (Clasificado a semifinales)

Semifinales
| Fecha        | Hora¹ | Partidos  | Partidos | Partidos | Resultado |
| ------------ | ----- | --------- | -------- | -------- | --------- |
| 19 de agosto | 18:00 | Argentina | 19-12    | Kenia    | Triunfo   |

Final
| Fecha        | Hora¹ | Partidos  | Partidos | Partidos | Resultado |
| ------------ | ----- | --------- | -------- | -------- | --------- |
| 20 de agosto | 10:30 | Argentina | 22-45    | Francia  | Derrota   |

- Posición final: 2°

## Taekwondo
Argentina terminó con un atleta en posición de clasificación:
| Atleta           | Evento | Cuartos de final       | Semifinales     | Final           | Rank |
| Atleta           | Evento | Rival Resultado        | Rival Resultado | Rival Resultado | Rank |
| ---------------- | ------ | ---------------------- | --------------- | --------------- | ---- |
| Ezequiel Navarro | -48 kg | Chiovetta (GER) P 4-16 | No clasificó    | No clasificó    | -    |

## Tenis
Argentina clasificó a dos atletas acorde al ranking junior del 9 de junio de 2014.
Individual
| Atleta              | Evento               | Ronda 1                         | Ronda 2                    | Cuartos de final   | Semifinales  | Final        | Rank      |
| ------------------- | -------------------- | ------------------------------- | -------------------------- | ------------------ | ------------ | ------------ | --------- |
| Matías Zukas        | Individual masculino | Chung P 0-2 (1-6, 5-7)          | Eliminado                  | Eliminado          | Eliminado    | Eliminado    | Eliminado |
| Francisco Bahamonde | Individual masculino | Appelgren G 2-1 (7-5, 2-6, 7-6) | Matsumura G 2-0 (6-4, 6-1) | Andrey Rublev P WO | No clasificó | No clasificó | -         |

Dobles
| Athletes                                     | Event            | Ronda de 32     | Ronda de 16                         | Cuartos de final       | Semifinales     | Final / 3°-4° puesto | Rank |
| Athletes                                     | Event            | Rival Resultado | Rival Resultado                     | Rival Resultado        | Rival Resultado | Rival Resultado      | Rank |
| -------------------------------------------- | ---------------- | --------------- | ----------------------------------- | ---------------------- | --------------- | -------------------- | ---- |
| Francisco Bahamonde (ARG) Matías Zukas (ARG) | Dobles masculino | -               | A Rybakov L Valero G 2-0 (7-6, 6-3) | R Matsumura J Yamasaki |                 |                      |      |
| Ioana Rosca (ROU) Francisco Bahamonde (ARG)  | Dobles mixto     |                 |                                     |                        |                 |                      |      |
| Ioana Ducu (ROU) Matías Zukas (ARG)          | Dobles mixto     |                 |                                     |                        |                 |                      |      |

## Tenis de mesa
Argentina, mediante su clasificación regional, consiguió plazas para esta disciplina:
Singles
| Atletas      | Evento    | Fase de grupos                                | Posición | Ronda de 16                               | Cuartos de final | Semifinales     | Final / 3°-4°   | Posición final |
| Atletas      | Evento    | Rival Resultado                               | Posición | Rival Resultado                           | Rival Resultado  | Rival Resultado | Rival Resultado | Posición final |
| ------------ | --------- | --------------------------------------------- | -------- | ----------------------------------------- | ---------------- | --------------- | --------------- | -------------- |
| Fermín Tenti | Masculino | Calderano P 1-3 (12-10, 10-12, 12-14, 6-11)   | 2 Q      | Hung P 1-4 (11-9, 6-11, 8-11, 7-11, 7-11) | -                | -               | -               | -              |
| Fermín Tenti | Masculino | Huang G 3-0 (11-8, 11-2, 11-7)                | 2 Q      | Hung P 1-4 (11-9, 6-11, 8-11, 7-11, 7-11) | -                | -               | -               | -              |
| Fermín Tenti | Masculino | Ranefur G 3-2 (10-12, 11-7, 9-11, 11-3, 11-8) | 2 Q      | Hung P 1-4 (11-9, 6-11, 8-11, 7-11, 7-11) | -                | -               | -               | -              |

Equipo
| Atletas                                                  | Evento       | Fase de grupos  | Posición | Ronda de 16     | Cuartos de final | Semifinales     | Final / 3°-4°   | Posición final |
| Atletas                                                  | Evento       | Rival Resultado | Posición | Rival Resultado | Rival Resultado  | Rival Resultado | Rival Resultado | Posición final |
| -------------------------------------------------------- | ------------ | --------------- | -------- | --------------- | ---------------- | --------------- | --------------- | -------------- |
| América Latina 2 Fermín Tenti (ARG) Gremlis Arvelo (VEN) | Equipo mixto |                 |          |                 |                  |                 |                 |                |
| América Latina 2 Fermín Tenti (ARG) Gremlis Arvelo (VEN) | Equipo mixto |                 |          |                 |                  |                 |                 |                |
| América Latina 2 Fermín Tenti (ARG) Gremlis Arvelo (VEN) | Equipo mixto |                 |          |                 |                  |                 |                 |                |

Referencias: Q=Clasificado a la ronda de 16 (ronda de medallas); qB=Clasificado a la ronda de consuelo (ronda sin medallas)

## Tiro
Argentina clasificó atletas en la especialidad de tiro olímpico.
- Rifle de aire 10m - Evento masculino - 1 plaza
- Rifle de aire 10m - Evento femenino - 1 plaza

| Aleta           | Evento                      | Clasificación | Clasificación | Final        | Final        |
| Aleta           | Evento                      | Puntos        | Posición      | Puntos       | Posición     |
| --------------- | --------------------------- | ------------- | ------------- | ------------ | ------------ |
| Lucas Decicilia | 10m rifle de aire masculino | 599.0         | 18            | No clasificó | No clasificó |
| Fernanda Russo  | 10m rifle de aire femenino  | 406.9         | 13            | No clasificó | No clasificó |

## Tiro con arco
Argentina clasificó un atleta en el evento masculino tras finalizar uno de estos entre los 16 primeros de la Copa Mundial de Tiro con arco Juvenil de 2013.
- Evento masculino - 1 atleta

Individual
| Atleta                  | Evento               | Clasificación | Clasificación   | Ronda de 32vos | Ronda de 16avos | Cuartos de final | Semifinales    | Final / BM     | Rank |
| Atleta                  | Evento               | Puntaje       | Cabeza de serie | Rival Marcador | Rival Marcador  | Rival Marcador   | Rival Marcador | Rival Marcador | Rank |
| ----------------------- | -------------------- | ------------- | --------------- | -------------- | --------------- | ---------------- | -------------- | -------------- | ---- |
| Francisco Rodríguez Sas | Individual masculino | 649           | 20              | Fregnan G 6-0  | Tongeren P 2-6  | No clasificó     | No clasificó   | No clasificó   | -    |

## Vela
Argentina logró plazas para los eventos de Vela:
Techno 293
- Evento masculino - 1 plaza
- Evento femenino - 1 plaza

| Atleta                     | Evento               | Regatas | Regatas | Regatas | Regatas | Regatas | Regatas | Regatas   | Regatas   | Regatas   | Regatas   | Regatas | Puntos totales | Posición final |
| Atleta                     | Evento               | 1       | 2       | 3       | 4       | 5       | 6       | 7         | 8         | 9         | 10        | M*      | Puntos totales | Posición final |
| -------------------------- | -------------------- | ------- | ------- | ------- | ------- | ------- | ------- | --------- | --------- | --------- | --------- | ------- | -------------- | -------------- |
| Francisco Saubidet Birkner | Techno 293 masculino | 6       | 1       | 1       | 8       | 1       | 11      | Cancelado | Cancelado | Cancelado | Cancelado | 2       | 19             | Medalla de oro |
| Micaela Lauret             | Techno 293 femenino  | 15      | 19      | 15      | 19      | 19      | 19      | Cancelado | Cancelado | Cancelado | Cancelado | 17      | 104            | 19             |

## Vóley de playa
| Atletas                        | Evento           | Ronda preliminar                              | Posición   | Ronda de 24                           | Ronda de 16                                  | Cuartos de final                          | Semifinales                          | Final / Tercer-Cuarto lugar                 | Posición          |    |
| Atletas                        | Evento           | Rivales Resultado                             | Posición   | Rivales Resultado                     | Rivales Resultado                            | Rivales Resultado                         | Rivales Resultado                    | Rivales Resultado                           | Posición          |    |
| ------------------------------ | ---------------- | --------------------------------------------- | ---------- | ------------------------------------- | -------------------------------------------- | ----------------------------------------- | ------------------------------------ | ------------------------------------------- | ----------------- | -- |
| Santiago Aulisi Leandro Aveiro | Torneo masculino | Macneil Richards G 2-1 (21-13, 19-21, 15-12)  | 2 Q 24avos | Navickas Vaskelis G 2-0 (21-9, 21-14) | Gauthier Loiseau G 2-1 (21-11, 21-23, 15-13) | Stadie Rudolf G 2-1 (20-22, 21-18, 19-17) | Gómez Hernández P 0-2 (18-21, 19-21) | Siren Määttänen G 2-1 (21-10, 12-21, 15-12) | Medalla de bronce |    |
| Santiago Aulisi Leandro Aveiro | Torneo masculino | Lombi Kamara G 2-0 DNS                        | 2 Q 24avos | Navickas Vaskelis G 2-0 (21-9, 21-14) | Gauthier Loiseau G 2-1 (21-11, 21-23, 15-13) | Stadie Rudolf G 2-1 (20-22, 21-18, 19-17) | Gómez Hernández P 0-2 (18-21, 19-21) | Siren Määttänen G 2-1 (21-10, 12-21, 15-12) | Medalla de bronce |    |
| Santiago Aulisi Leandro Aveiro | Torneo masculino | Plotnytskyi Kovalov P 0-2 (14-21, 14-21)      | 2 Q 24avos | Navickas Vaskelis G 2-0 (21-9, 21-14) | Gauthier Loiseau G 2-1 (21-11, 21-23, 15-13) | Stadie Rudolf G 2-1 (20-22, 21-18, 19-17) | Gómez Hernández P 0-2 (18-21, 19-21) | Siren Määttänen G 2-1 (21-10, 12-21, 15-12) | Medalla de bronce |    |
| Santiago Aulisi Leandro Aveiro | Torneo masculino | Marques de Sousa G 2-0 (21-11, 21-7)          | 2 Q 24avos | Navickas Vaskelis G 2-0 (21-9, 21-14) | Gauthier Loiseau G 2-1 (21-11, 21-23, 15-13) | Stadie Rudolf G 2-1 (20-22, 21-18, 19-17) | Gómez Hernández P 0-2 (18-21, 19-21) | Siren Määttänen G 2-1 (21-10, 12-21, 15-12) | Medalla de bronce |    |
| Santiago Aulisi Leandro Aveiro | Torneo masculino | Ongklang Nakprakhong G 2-0 (21-10, 21-16)     | 2 Q 24avos | Navickas Vaskelis G 2-0 (21-9, 21-14) | Gauthier Loiseau G 2-1 (21-11, 21-23, 15-13) | Stadie Rudolf G 2-1 (20-22, 21-18, 19-17) | Gómez Hernández P 0-2 (18-21, 19-21) | Siren Määttänen G 2-1 (21-10, 12-21, 15-12) | Medalla de bronce |    |
| Camila Hiruela Irene Verasio   | Torneo femenino  | Rudykh Makroguzova P 1-2 (27-29, 21-18, 5-15) | 2 Q 24avos | Ward Davidson G 2-0 (21-13, 21-13)    | Cetin Yurtsever G 2-0 (21-9, 21-18)          | Duda Paty P 0-2 (24-26, 14-21)            | No clasificó                         | No clasificó                                | 5°                | 5° |
| Camila Hiruela Irene Verasio   | Torneo femenino  | Bell Kendall G 2-1 (23-21, 17-21, 15-10)      | 2 Q 24avos | Ward Davidson G 2-0 (21-13, 21-13)    | Cetin Yurtsever G 2-0 (21-9, 21-18)          | Duda Paty P 0-2 (24-26, 14-21)            | No clasificó                         | No clasificó                                | 5°                | 5° |
| Camila Hiruela Irene Verasio   | Torneo femenino  | Joe Daniel G 2-0 (21-14, 21-12)               | 2 Q 24avos | Ward Davidson G 2-0 (21-13, 21-13)    | Cetin Yurtsever G 2-0 (21-9, 21-18)          | Duda Paty P 0-2 (24-26, 14-21)            | No clasificó                         | No clasificó                                | 5°                | 5° |
| Camila Hiruela Irene Verasio   | Torneo femenino  | Cajigas Bernier G 2-1 (23-21, 10-21, 15-11)   | 2 Q 24avos | Ward Davidson G 2-0 (21-13, 21-13)    | Cetin Yurtsever G 2-0 (21-9, 21-18)          | Duda Paty P 0-2 (24-26, 14-21)            | No clasificó                         | No clasificó                                | 5°                | 5° |
| Camila Hiruela Irene Verasio   | Torneo femenino  | Mukantambara Uwimbabazi G 2-0 (21-10, 21-16)  | 2 Q 24avos | Ward Davidson G 2-0 (21-13, 21-13)    | Cetin Yurtsever G 2-0 (21-9, 21-18)          | Duda Paty P 0-2 (24-26, 14-21)            | No clasificó                         | No clasificó                                | 5°                | 5° |